# Dennisiella longispora
Dennisiella longispora är en svampart som beskrevs av Mig. Rodr. 1985. Dennisiella longispora ingår i släktet Dennisiella och familjen Coccodiniaceae.   Inga underarter finns listade i Catalogue of Life.